# クラウディア・ペヒシュタイン
クラウディア・ペヒシュタイン（Claudia Pechstein、1972年2月22日- ）は、ドイツ・ベルリン出身のスピードスケート選手。オリンピックでは5000m3連覇をはじめ5つの金メダルを獲得、スピードスケート女子長距離界の第一人者である。

## 経歴
1972年、ドイツ民主共和国東ベルリン（現：ドイツ連邦共和国ベルリン）で生まれる。3歳でフィギュアスケートを始めるが、9歳でスピードスケートに転向。
1992年アルベールビル、1994年リレハンメル、1998年長野、2002年ソルトレイクシティ、2006年トリノと5大会連続で冬季オリンピックに出場。そのすべての大会でメダルを獲得している上、リレハンメル以降は4大会連続で金メダリストになっている。
なお、冬季オリンピックにおける3連覇は、フィギュアスケート男子シングルのギリス・グラフストローム、同女子シングルのソニア・ヘニー、同ペアのイリーナ・ロドニナ、ノルディック複合個人のウルリヒ・ベーリンク、スピードスケート女子500メートルのボニー・ブレア、リュージュ男子1人乗りのゲオルク・ハックル、そしてペヒシュタインの7人だけである。 
しかし、2010年バンクーバーオリンピックはドーピング違反による2年間の資格停止処分を国際スケート連盟から受けたために出場することが出来なかった。ただし、後にドーピングではなく遺伝によるものであるという診断を得ている。
2011年2月に競技へ復帰。復帰早々同年3月の世界距離別選手権で銅メダル2個を獲得した。2014年に行われるソチオリンピックへの出場を目指し活動した。
2014年ソチオリンピックに出場し、3000メートル女子スピードスケートにて4位入賞を果たす。
2018年平昌オリンピックにも出場。大会中に46歳の誕生日を迎え、出場した全選手の中で最年長の選手であった。女子3000m、女子5000m、女子団体パシュート、女子マススタートの4種目に出場し、女子5000mで8位入賞、女子団体パシュートで6位入賞を果たした。
2022年北京オリンピックにも出場。8回目の冬季五輪出場は日本の葛西紀明に並び最多となった。開会式ではドイツの旗手を務めた。女子3000m、女子マススタートの2種目に出場し、女子3000mでは自身の持っていたオリンピックレコードから20秒ほど遅れてゴールし20位、女子マススタートでは9位に終わり入賞はならなかった。

## 自己ベスト
- 500m – 38秒99 (2006年)
- 1000m – 1分16秒00 (2007年)
- 1500m – 1分54秒31 (2008年)
- 3000m – 3分57秒35 (2006年)
- 5000m – 6分46秒91 (2002年)

## 脚註
1. ↑  “Claudia Pechstein | Biography, Olympic Medals, & Facts | Britannica” (英語). www.britannica.com. 2022年3月4日閲覧。
2. ↑  五輪金5個ペヒシュタイン、ドーピングで出場停止 産経新聞 2009年7月3日閲覧
3. ↑  ドイツニュースダイジェスト 2014年2月10日閲覧
4. ↑  2番目が1972年6月6日生まれの葛西紀明だった。
5. ↑  同大会でオランダのイレーネ・スハウテンに破られた。